# Castellaro (Italia)
Castellaro (O Castellâ in ligure) è un comune italiano di 1 263 abitanti della provincia di Imperia in Liguria.

## Geografia fisica
Il territorio comunale è situato lungo il crinale dell'entroterra di Taggia. I dintorni sono ricoperti da alberi di ulivo che risalgono parte della dorsale che discende dal monte Faudo. Tra le vette del territorio il Monte Sette Fontane (781 m) e il monte Rocche (213 m).

## Storia

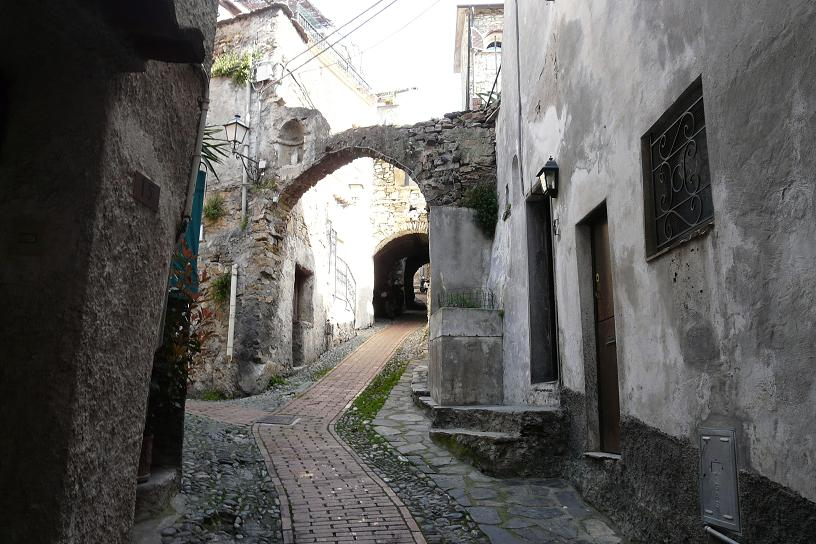
Scorcio del centro storico

Il toponimo Castellaro riprenderebbe l'ipotetica presenza di una primitiva fortificazione preromana che, stando ad alcune supposizioni, poteva occupare l'altura su cui in seguito fu innalzato il castello e la successiva chiesa di San Pietro in Vincoli.
Le prime citazioni ufficiali di Castellaro risalgono al 1153 quando i marchesi di Clavesana, signori feudali della valle e del basso Piemonte, sottoscrissero l'atto di concessione del feudo castellarese in favore di Anselmo de Quadraginta, un loro parente. Questa famiglia - che successivamente assunse la denominazione di Lengueglia - a loro volta cedette, nel 1288 e per volere del signore Bonifacio, il territorio feudale di Castellaro alla Repubblica di Genova ottenendone in cambio da quest'ultima l'ufficiale investitura. Nel 1472 i signori Guglielmo ed Ettore di Lengueglia vendettero i territori di Castellaro e Pompeiana, per un valore di 2000 ducati d'oro, ad Anfreone, Luca e Tommaso Spinola del ramo di San Luca.
Il 28 giugno del 1561, così come altre località sulla costa del ponente ligure, il feudo di Castellaro subì l'incursione del corsaro e ammiraglio ottomano Uluç Alì Pascià che, oltre al saccheggio e alla devastazione del paese, provocò tre vittime e il rapimento di una trentina di persone.

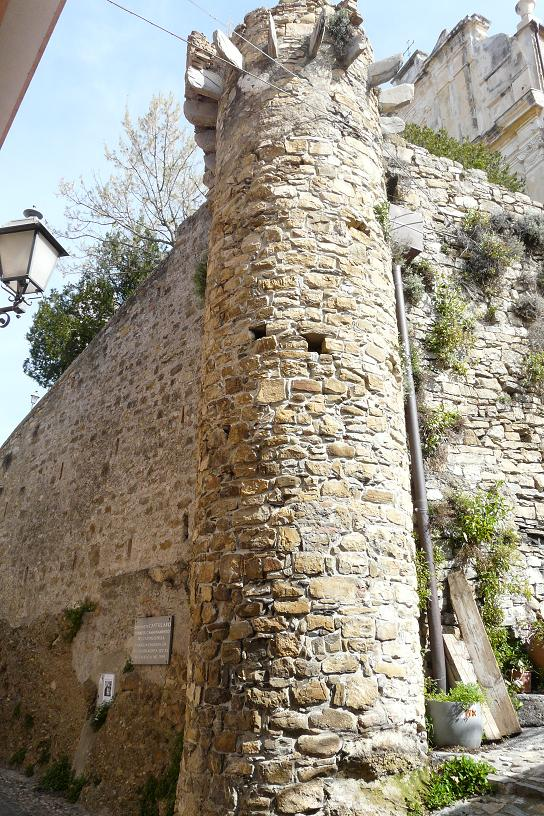
I resti del castello nel borgo castellarese

Nell'ultimo decennio del Seicento l'estinzione dei due rami maschili della famiglia Spinola di San Luca diede l'avvio ad una controversia tra le famiglie Gentile e Grillo che, rivendicandone i rispettivi diritti feudali su Castellaro e Pompeiana, ne avevano ereditato il territorio per via matrimoniale. Dopo una lunga contesa il territorio fu assoggettato nel 1695 a Maria Brigida Spinola, moglie del marchese Marc'Antonio Gentile e alle dipendenze di questa famiglia rimase fino alla caduta della repubblica genovese e abolizione dei feudi da parte del nuovo governo filo napoleonico della Repubblica Ligure (1797).
Con la dominazione francese la municipalità di Castellaro rientrò nel cantone di Taggia nella giurisdizione delle Palme, con Sanremo come capoluogo; nel 1802 passò nella giurisdizione degli Ulivi (capoluogo Oneglia). Dal 1805, con il passaggio della Repubblica Ligure nel Primo Impero francese, venne assoggetta al cantone di Sanremo del Dipartimento delle Alpi Marittime.
Fu annesso al Regno di Sardegna nel 1815 dopo il Congresso di Vienna del 1814, a seguito della caduta di Napoleone Bonaparte. Facente parte del Regno d'Italia dal 1861, dal 1859 al 1926 il territorio fu compreso nel V mandamento di Santo Stefano al Mare del circondario di Sanremo facente parte della provincia di Nizza (poi provincia di Porto Maurizio e, dal 1923, di Imperia). Il 23 febbraio 1887, mercoledì delle ceneri, il borgo fu devastato da un violento terremoto che colpì tutto il Ponente Ligure. Il parziale crollo del tetto del santuario di Nostra Signora di Lampedusa causò nel solo comune di Castellaro 38 morti.
Tra il 1924 e il 1925 il comune di Castellaro fu soppresso e aggregato a Santo Stefano al Mare per poi essere ricostituito. Dal 1973 al 30 aprile 2011 ha fatto parte della Comunità montana Argentina Armea, quest'ultima soppressa con la Legge Regionale nº 23 del 29 dicembre 2010.
Dal 2015 al 2024 ha fatto parte dell'Unione dei comuni Villaregia.

### Simboli
Stemma
Gonfalone

Lo stemma e il gonfalone sono stati concessi con decreto del presidente della Repubblica del 17 aprile 1990.

## Monumenti e luoghi d'interesse

### Architetture religiose

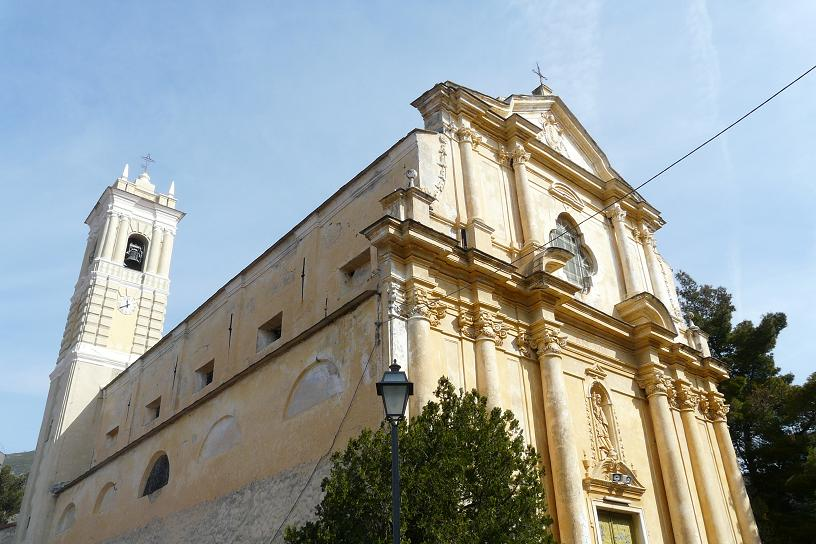
La chiesa parrocchiale di San Pietro in Vincoli nel centro storico di Castellaro

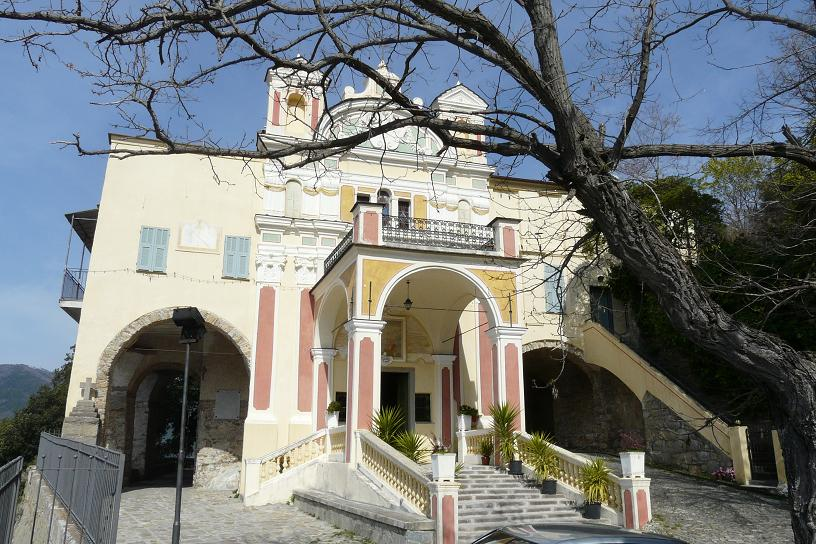
Il santuario di Nostra Signora di Lampedusa

- Chiesa parrocchiale di San Pietro in Vincoli. Eretta in stile barocco tra il 1619 e il 1634 su disegno dell'architetto Vincenzo Martino[5], ove originariamente sorgeva l'antico castello distrutto nel 1341[5], contiene tra i diversi oggetti sacri due crocifissi, di cui uno dello scultore Anton Maria Maragliano; dello stesso scultore genovese è il gruppo ligneo di San Pietro liberato dal carcere[5].
- Oratorio di Nostra Signora dell'Assunta, situato nella piazza della parrocchiale e anch'esso nelle forme barocche, conserva la statua in legno di Nostra Signora dell'Assunta[5].
- Oratorio della Madonna del Carmine nel centro storico castellarese; tra le opere conservate un dipinto di Sant'Eligio.
- Chiesa di San Michele Arcangelo presso il cimitero, già parrocchiale della comunità castellarese fino al XV secolo. Si conserva la tela di San Michele che uccide il drago.
- Chiesa di San Bernardo di Chiaravalle nella parte alta dell'abitato, edificata in pietra a vista nel periodo tardo medievale[5].
- Santuario di Nostra Signora di Lampedusa. Distante dal centro abitato di Castellaro, circa un chilometro, vi si giunge percorrendo una strada fiancheggiata sulla sinistra dalle quindici cappellette o edicole, rappresentanti i misteri della Via Crucis. L'opera di edificazione iniziò nel 1602 per poi concludersi nel 1619[5]. Il quadretto raffigurante la Vergine Maria, posto sull'altare maggiore, proviene proprio dall'isola di Lampedusa[5] ove un cittadino di Castellaro, Andrea Anfosso, fu fatto prigioniero dai pirati barbareschi. Secondo la tradizione locale[5] l'uomo, dopo aver fatto promessa di voto alla Vergine, riuscì a liberarsi dalla prigionia facendo così ritorno nel paese d'origine portandosi con sé il quadretto mariano, utilizzando la tela come una vela.

### Architetture civili
- Palazzo dei Gentile. Il palazzo marchesale fu costruito dalla famiglia feudale dei Gentile di fronte alla torre del castello. Oggi l'edificio è di proprietà del comune di Castellaro.
- Palazzo Arnaldi del XIX secolo, edificato in stile neogotico.

### Architetture militari
Dell'antico castello, distrutto nel 1341, rimangono ad oggi solo i resti della torre difensiva a pianta semicircolare, tracce delle mura e dell'antica porta d'accesso ai piedi della parrocchiale di San Pietro in Vincoli del 1619.

## Società

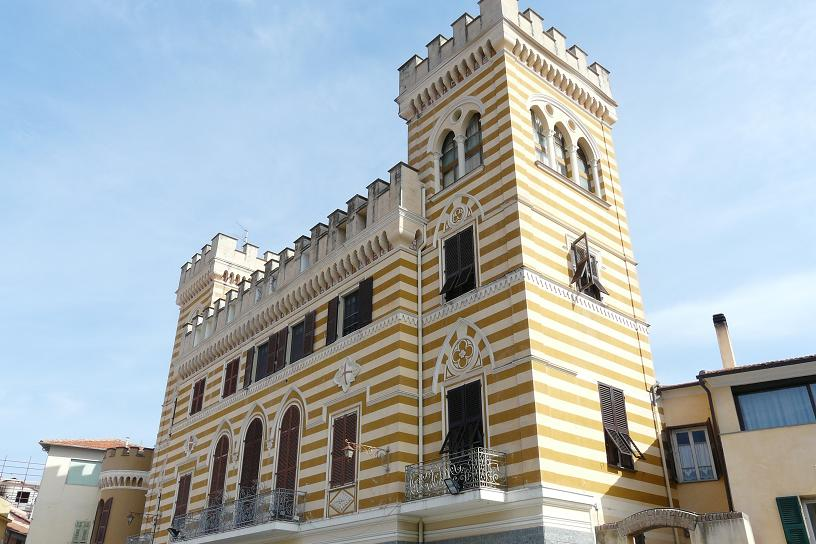
Il palazzo Arnaldi

### Evoluzione demografica
Abitanti censiti

### Etnie e minoranze straniere
Secondo i dati Istat del 1 gennaio 2024, i cittadini stranieri residenti a Castellaro sono 71.

## Geografia antropica

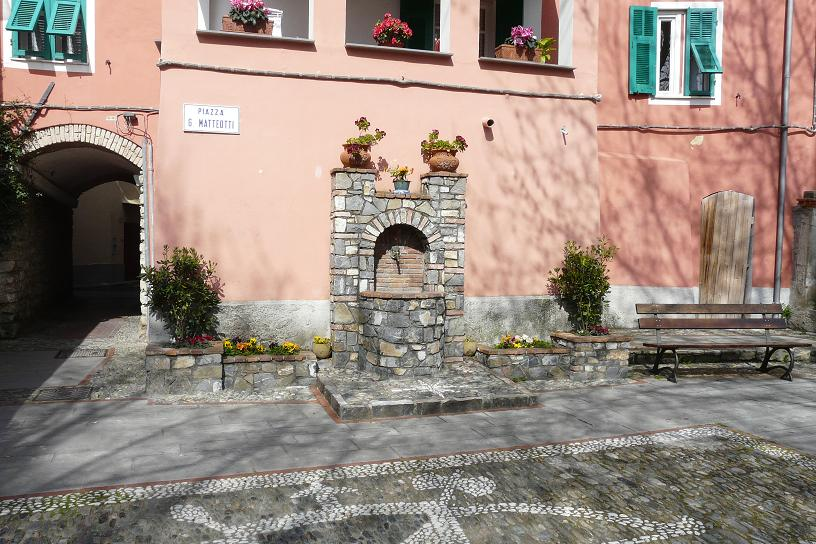
Piazza Giacomo Matteotti nel centro storico castellarese

Il territorio comunale è costituito dal solo capoluogo per una superficie territoriale di 7,86 km².
Confina a nord con il comune di Taggia, a sud con Riva Ligure, ad ovest con Taggia, e ad est con Pietrabruna e Pompeiana.

## Economia
La principale risorsa economica del comune proviene dalla coltivazione dei fiori ed in misura minore dall'olivicoltura e della vite.

## Infrastrutture e trasporti

### Strade
Il territorio comunale di Castellaro è attraversato dalla strada provinciale 51 che permette il collegamento, verso ovest, con Taggia; altra arteria provinciale è la SP 50 per Pompeiana verso est.

## Amministrazione

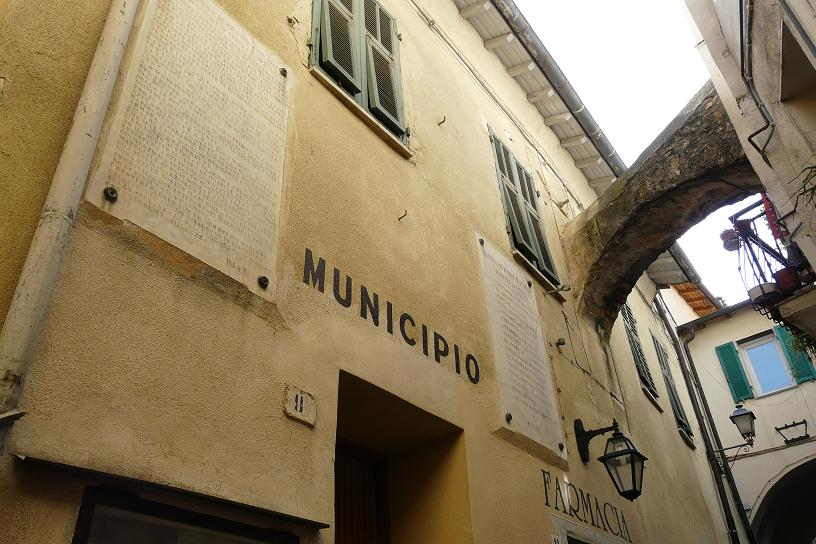
L'ex municipio nel centro storico

| Periodo        | Periodo        | Primo cittadino                 | Partito                                              | Carica  | Note |
| -------------- | -------------- | ------------------------------- | ---------------------------------------------------- | ------- | ---- |
| 14 giugno 1985 | 10 luglio 1990 | Giovanni Battista Dario Roggero | Democrazia Cristiana                                 | Sindaco |      |
| 16 luglio 1990 | 24 aprile 1995 | Giovanni Battista Dario Roggero | Democrazia Cristiana                                 | Sindaco |      |
| 24 aprile 1995 | 14 giugno 1999 | Gianfranco Anfossi              | lista civica di centro-sinistra                      | Sindaco |      |
| 14 giugno 1999 | 14 giugno 2004 | Gianfranco Anfossi              | lista civica di centro-sinistra                      | Sindaco |      |
| 14 giugno 2004 | 8 giugno 2009  | Alessandro Catitti              | lista civica di centro-sinistra                      | Sindaco |      |
| 8 giugno 2009  | 25 maggio 2014 | Alessandro Catitti              | Castellaro insieme (lista civica di centro-sinistra) | Sindaco |      |
| 26 maggio 2014 | 26 maggio 2019 | Giuseppe Galatà                 | Castellaro insieme (lista civica)                    | Sindaco |      |
| 27 maggio 2019 | 10 giugno 2024 | Giuseppe Galatà                 | Castellaro insieme (lista civica)                    | Sindaco |      |
| 10 giugno 2024 | in carica      | Giuseppe Galatà                 | Castellaro insieme (lista civica)                    | Sindaco |      |